# Перенесение мощей святителя Николая в Бари
Перенесение мощей святителя Николая в Бари — праздник в Православных церквях (кроме греческих) в честь перенесения мощей святого Николая Чудотворца из Мир Ликийских в город Бари (Италия) в 1087 году. Отмечается 9 (22) мая. В католицизме общего празднования не совершается, местное празднество проходит в Бари 9 мая, когда из гробницы святителя извлекают миро.

## Перенесение мощей в город Бари

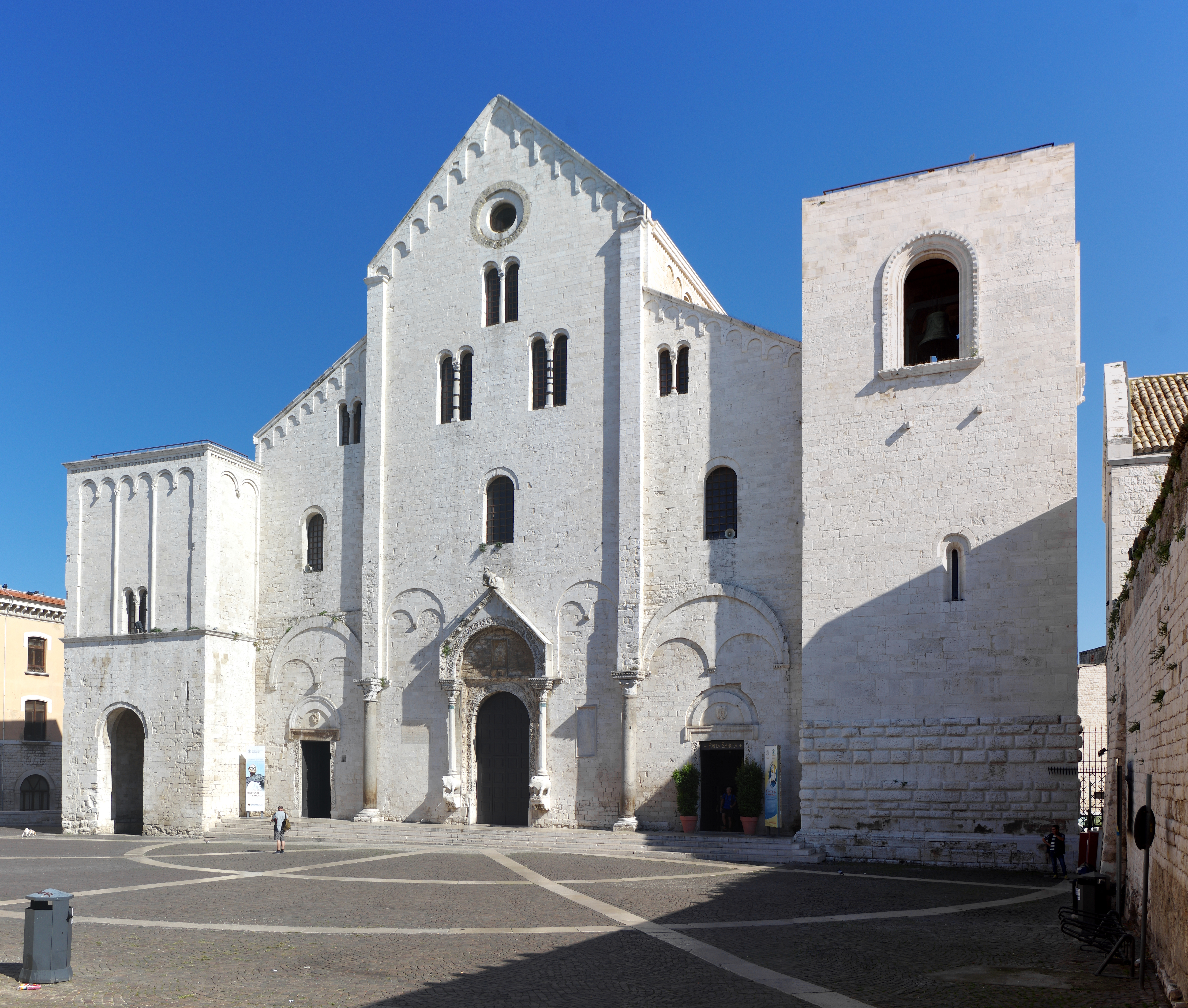
Базилика Святого Николая

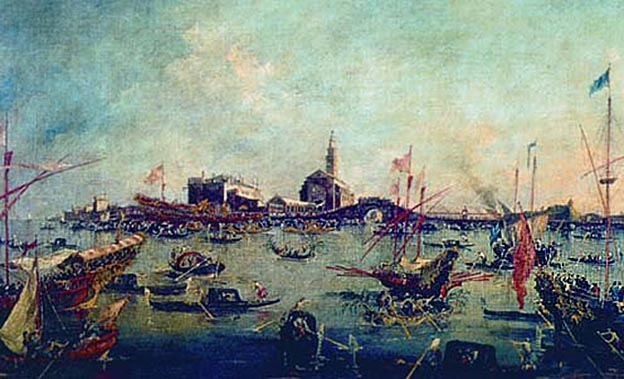
Празднества венецианцев в день переноса мощей св. Николая. Гвидо Рени (1575—1642), Лувр

В 1087 году барские и венецианские купцы отправились в Антиохию, на обратном пути намереваясь остановиться в Мирах Ликийских, чтобы забрать себе мощи святителя Николая для повышения престижа своего города и стимулирования торговли. Барийцы опередили венецианцев и первыми высадились в Мирах. Сорок семь барийцев, вооружившись, отправились в храм святителя Николая. Там они связали монахов, стороживших святыню, разбили церковный помост, под которым стояла гробница, и извлекли из саркофага бо́льшую часть мощей Святителя, в спешке оставив в саркофаге около 20 % мощей, которые впоследствии забрали венецианцы.  
8 мая корабли прибыли в Бари. На следующий день, 9 мая, мощи святителя Николая торжественно перенесли в церковь святого Стефана, находившуюся неподалеку от моря. Торжество перенесения святыни сопровождалось многочисленными чудотворными исцелениями больных, что возбуждало ещё большее благоговение к великому угоднику Божию. Через год была построена церковь во имя святителя Николая и освящена папой Урбаном II.
В настоящее время около 65 % мощей Николая Чудотворца находится в базилике Святого Николая в Бари под престолом алтаря крипты. Там же, в Бари, находится православная Церковь Николая Чудотворца.

## Установление праздника
Вначале праздник перенесения мощей святителя Николая отмечался только жителями итальянского города Бари. В других странах Христианского Востока и Запада он не был принят, несмотря на то, что о перенесении мощей было широко известно. Греческая Церковь также не установила празднования этой даты, возможно потому, что потеря мощей Святителя была для неё событием печальным.
На Руси в XI веке почитание святителя распространяется довольно быстро и повсеместно. Русской Православной Церковью празднование памяти перенесения мощей святителя Николая из Мир Ликийских в Бари 9 мая установлено вскоре после 1087 года на основе глубокого, уже упрочнившегося почитания русским народом. Архиепископ Черниговский Филарет считал, что в Русской Церкви праздник в честь перенесения мощей Святителя Николая установлен в 1091 году. Митрополит Московский и Коломенский Макарий полагал, что праздник был установлен Митрополитом Киевским Иоанном II (1077—1089 гг.). Протоиерей Николай Погребняк считает, что Праздник в честь перенесения мощей святителя Николая был установлен Церковью в 1097 году, очевидно, святителем Ефремом (+ ок. 1098 года). По мнению Хрусталева Д. Г., на Руси этот праздник появляется в период с 1091 по 1096 года.

## Славянские традиции
Народное название дня памяти Николая Чудотворца (дня перенесения его мощей) — Никола Вешний. День отмечается в большей степени православными славянами и особенно заметен у русских, украинцев и белорусов. У южных славян он оказался потеснён предшествующими Егорием Вешним (весенний Юрьев день) и днём святого Еремея.
У восточных славян Николин день у крестьян считался важной датой в сельскохозяйственном календаре, поскольку и сам Николай Чудотворец чрезвычайно почитался православными. Согласно  теории основного мифа Вячеслава Иванова и Владимира Топорова этот святой «стал своеобразным наследником» языческого бога Велеса — «скотьего бога», покровителя земледелия и домашних животных.
Так, например, святой Николай во многих районах считался покровителем лошадей, поэтому 9 мая по старому стилю у православных нередко называли «конским праздником». Коней в этот день первый раз выгоняли в ночное, и все лошадники по этому случаю заказывали молебны с водосвятием, чтобы святой Никола уберёг табуны от диких зверей, а также обеспечил коням хороший приплод и здоровье.